# Colobus
Colobus är ett släkte primater som tillhör familjen markattartade apor. Vanligen räknas 5 arter till släktet. Svenska trivialnamn som förekommer är guerezor, guerezaapor, colobusapor och sidenapor men de används även för arter som tillhör de andra två släktena i tribus Colobini.

## Utseende
Pälsen har vanligen en svart-vit färg. Enda undantaget är djävulsapan som är helt svart. Tummen finns bara rudimentärt. Arterna nar en kroppslängd (huvud och bål) mellan 45 och 72 centimeter och därtill kommer en 52 till 100 centimeter lång svans. Vikten ligger mellan 5 och 14,5 kilogram. Hos de flesta arterna är hanarna tydligt större än honorna.

## Utbredning och habitat
Medlemmar av släktet förekommer i större delarna av Afrika. Utbredningsområdet sträcker sig från Senegal till Etiopien och söderut till Angola och Zambia. Habitatet utgörs av olika slags skogar som regnskogar, mangrove och kyliga skogar i bergstrakter upp till 3300 meter över havet. Vissa individer lever på glest trädbevuxna gräsmarker.

## Ekologi
Dessa primater är aktiva på dagen och uppehåller sig huvudsakligen i träd. I områden där träden står glest vistas aporna även på marken. Arterna har mycket bra förmåga att klättra i träd och de kan hoppa 10 meter från gren till gren.
De bildar grupper med 8 till 15 individer med en dominant hanne, 2 till 6 honor och deras ungar. Ibland sammansluter sig flera flockar av arten Colobus angolensis och bildar tillfälliga kolonier med upp till 300 medlemmar. Varje grupp har ett revir som med en storlek mellan 15 och 60 hektar är jämförelsevis litet. Territorierna kan överlappa varandra. Hannarna vrålar varje morgon och meddelar på så sätt för andra grupper var reviret ligger. Träffas två grupper på varandra är hannarna oftast aggressiva mot varandra. De hotar med vrål och strider ibland mot varandra.

## Föda
Medlemmar av släktet livnär sig främst av blad men äter även frukter och blommor. Deras magsäck består av flera avdelningar och i de två första avdelningarna finns speciella bakterier som hjälper vid cellulosans sönderdelning. Mag-tarmkanalen är anpassad till födans låga näringsvärde och liknar idisslarnas mag-tarmsystem.

## Fortplantning
Inga särskilda parningstider är kända för släktet. Bara hos djävulsapan sker de flesta födslarna under tiden med den största tillgången till föda. Efter dräktigheten som varar i 5 till 6 månader föds vanligen en unge. Ungarna är vita vid födelsen och får den svart-vita färgen senare i livet. Alla honor i gruppen är ansvariga för ungarnas uppfostran, och ibland kan en unge dias av en hona som inte är dess moder. Efter cirka 6 månader sluter honan att ge di. Unga honor blir könsmogna efter 3 till 4 år och hannar först efter 4 till 6 år. Efter könsmognaden lämnar hannarna gruppen. Livslängden i naturen uppskattas till 20 år och individer i fångenskap har blivit upp till 30 år gamla.

## Arter
Släktet utgörs av fem arter.
- Östlig svartvit guereza (Colobus guereza) lever i centrala Afrika från östra Nigeria till Etiopien och norra Tanzania.
- Djävulsapa (C. satanas) hittas från Kamerun till Gabon och på ön Bioko.
- Colobus angolensis förekommer från norra Angola till norra Kongo-Kinshasa och österut till Tanzania.
- Colobus polykomos finns från södra Senegal till Elfenbenskusten.
- Colobus vellerosus förekommer från Elfenbenskusten till västra Nigeria.

## Hot
Dessa apor jagas för köttets och hudens skull. De hotas även genom levnadsområdets omvandling till jordbruksmark eller till mänskliga boplatser. IUCN listar C. polykomos, C. satanas och C. vellerosus som sårbara (VU). De andra två betraktas som livskraftiga (LC).